# Governatori romani della Galazia
Questa è una lista (non completa) dei governatori storicamente attestati della provincia romana di Galazia, ubicata nella parte centrale dell'Anatolia e costituita provincia nel 25 a.C. a seguito del lascito testamentario in favore del popolo romano dal re Aminta. Nel 112 d.C., dalla Galazia fu separata la Cappadocia.

## Governatori
- Publio Iuvenzio Celso 25 a.C.
- Publio Sulpicio Quirinio 11 a.C.
- Marco Plauzio Silvano 6/7
- Marco Annio Afrino 49-54
- Quinto Petronio Umbro verso il 55 d.C.
- Gneo Pompeo Collega 74/75 - 76
- Marco Hirrio Frontone Nerazio Pansa 77-80
- Tiberio Giulio Candido Mario Celso 87-88 - 91-92
- Lucio Antistio Rustico 93-94
- Tito Pomponio Basso 94-101
- Gaio Giulio Quadrato Basso 107-112

### Dopo la separazione della Cappadocia
- Lucio Cesennio Sospite 112-113[1]
- Gaio Trebio Sergiano 129
- Publio Iuvenzio Celso 161-163
- Lucio Egnazio Vittore Lolliano 218